# Bullet for My Valentine
Bullet for My Valentine (abreujat BFMV) és un grup de metalcore melòdic procedents de Bridgend, Gal·les. El grup es va constituir originalment sota el nom de "Jeff Killed John" el 1997, versionant cançons de Metallica. Les dificultats econòmiques van marcar un canvi en la direcció de la seva música i en el nom de la banda. Es va canviar de nom a Bullet For My Valentine i va aconseguir un contracte de gravació amb Roadrunner Records. Encara que el grup va rebutjar l'oferta, va arribar a un acord amb Sony BMG per a la gravació de cinc discos.
El primer disc de Bullet For My Valentine va sortir a la venda amb el nom de "The Poison". L'àlbum es va colar en el Billboard 200 en el número 128 i va arribar fins al número 1 de la llista Top Heatseekers. El 8 de novembre de 2007 s'havien venut 339.000 còpies de The Poison als EUA. L'àlbum va rebre crítiques diverses, sent titllat de 'predictible', però elogiat per les estructures sincronitzades de les seves cançons. El grup va emprendre diverses gires per donar a conèixer l'àlbum, arribant a aparèixer en el Download Festival i en el número 25 de la revista Kerrang!. Van començar una gira nord-americana amb Rob Zombie, de la qual van ser apartats degut a uns comentaris de Matt Tuck, vocalista de la banda, al fòrum de discussió.
El 29 de gener de 2008 el grup va llançar el seu segon àlbum d'estudi, amb el títol de Scream Aim Fire . Inclou onze cançons ja presentades al públic a la gira que els ha portat per tot el món durant els dos últims anys.

## Membres
- Matthew Tuck - Veu, Guitarra secundària
- Michael Paget - Guitarra principal, cors
- Jason James- Baix, cors
- Moose Thomas - Bateria

## Discografia

### Àlbums d'estudi
| 2005                                                  | The Poison - Lliurat: 3 d'octubre del 2005 - Discogràfica: Visible Noise | 21 | — | 43 | — | —  | —  | —  | —  | 128 | 9 | - G.B.: Silver - EUA: Gold |
| 2008                                                  | Scream Aim Fire - lliurat: 28 de gener del 2008 - Discogràfica: Sony BMG | 5  | 4 | 3  | 8 | 38 | 29 | 5  | 18 | 4   | 1 |                            |
| 2010                                                  | Fever - lliurat: 27 d'abril del 2010 - Discogràfica: Sony BMG            | 5  | 5 | 2  | 3 | 25 | 9  | 14 | 7  | 3   | . |                            |
| 2015                                                  | Venom - lliurat: 14 d'agost del 2015 - Discogràfica: RCA Records         | .  | . | .  | . | .  | .  | .  | .  | .   | . |                            |
| "—" denota un llançament que no va entrar en llistes. |                                                                          |    |   |    |   |    |    |    |    |     |   |                            |

### Altres cançons
- 2001: Don't Walk Away
- 2002: You/Play with Me
- 2004: Bullet for My Valentine
- 2005: Hand of Blood
- 2006: Hand of Blood EP: Live at Brixton
- 2007: Rare Cuts
- 2008: Road To Nowhere

### DVDs
- 2006: The Poison: Live at Brixton

### Senzills
| 2005                                                  | "4 Words (To Choke Upon)"                           | 40 | —  | —  | —  | —  | The Poison      |
| 2005                                                  | "Suffocating Under Words of Sorrow (What Can I Do)" | 37 | —  | —  | —  | —  | The Poison      |
| 2006                                                  | "All These Things I Hate (Revolve Around Me)"       | 29 | 16 | —  | 13 | 30 | The Poison      |
| 2006                                                  | "Tears Don't Fall"                                  | 37 | 17 | —  | 24 | 32 | The Poison      |
| 2007                                                  | "Scream Aim Fire"                                   | 34 | —  | 49 | 16 | 26 | Scream Aim Fire |
| 2008                                                  | "Hearts Burst into Fire"                            | —  | —  | —  | 22 | —  | Scream Aim Fire |
| 2008                                                  | "Waking the Demon"                                  | —  | —  | —  | 39 | —  | Scream Aim Fire |
| "—" denota un llançament que no va entrar en llistes. |                                                     |    |    |    |    |    |                 |